# Coelosia scopariata
Coelosia scopariata är en tvåvingeart som beskrevs av Soli 1997. Coelosia scopariata ingår i släktet Coelosia och familjen svampmyggor. Inga underarter finns listade i Catalogue of Life.